# Сатіна Кулматова
Сатіна Кулматова (кирг. Сатина Кулматова; нар. 27 листопада 1935, Фрунзенська область) — радянська киргизька працівниця легкої промисловості, Герой Соціалістичної Праці (1983).

## Біографія
Народилася 27 листопада 1942 року в селі Ленінське Сталінського району Фрунзенської області Киргизької РСР (нині — Московського району Чуйської області Киргизії).
Почала трудову діяльність у 1960 році мотальницею на Фрунзенській бавовняно-прядильній фабриці імені 50-річчя СРСР.
Високо проявила себе вмілою і досвідченою робочою, що регулярно досягає високих результатів у своїй трудовій діяльності. Вона з самого початку працюючи на фабриці показувала високі результати, однак під час змагання пряль в центрі легкої промисловості Киргизії місті Ош, виявилося, що вона не досягала найвищих результатів у республіці. Тоді ж вона запропонувала створити школи досвіду і практики на фабриці, пізніше сама почала навчання. Там вона навчалася у відомих пряль і переможниці того самого змагання - Сабіри Джунушевої, переймаючи у них передову практику, набиралася досвіду. Кулматова відрізнялася від інших шляхом удосконалення організації праці на своєму робочому місці, створенням нових методів і запозиченням передової практики у своїх колег, що допомагало їй скорочувати витрати часу на різні операції. Зміну бобін вона робила за 10 секунд при нормативних 15, а якщо враховувати, що Сатіна за робочу зміну виробляла 240 разів, отже вона економила 20 хвилин робочого часу. Зміну качана виробляла за п'ять секунд при планових вісім, а обрив нитки ліквідувала за три секунди при нормі в шість. При обчисленні часу, що приділяється на операції, виходило що вона економила 47,6 % робочого часу. Ось тому прядильниця в роки дев'ятої і десятої п'ятирічок виконувала два п'ятирічних плани, і пообіцяла зробити це в наступній п'ятирічці. Сатіна Кулматова, поряд з Сабірою Джунушєвою, однією з перших освоїла роботу на нових мотальних автоматах, працюючи при цьому по раціональній системі маршруту обходу, яка полягала в одночасному обслуговуванні агрегатів та виконанні інших операцій. Однією з перших вона освоїла роботу на 3 автоматах (96 веретенах). Сатіна відрізнялася тим, що домагалася свого. Наприклад, коли в фабриці були встановлені машини "Таштекстильмаш" з недоробками механізму укладання тканин, вона разом з колективом домоглася виклику з Ташкента робітників, відповідальних за виробництво цих машин і їх заміну якісними в травні 1984 року. План одинадцятої п'ятирічки Кулматова виконала 3 травня 1983 року, а до 1985 року виконала два п'ятирічних плани.
Указом Президії Верховної Ради СРСР від 2 серпня 1983 року за визначні трудові досягнення і великий особистий внесок у дострокове виконання завдань одинадцятої п'ятирічки Кулматовій Сатіні присвоєно звання Героя Соціалістичної Праці з врученням ордена Леніна і золотої медалі «Серп і Молот».
Активно брала участь у суспільному житті Киргизії. Член КПРС з 1968 року. Делегат XXVI і XXVII з'їздів КПРС, XVIII з'їзду Компартії Киргизії, обиралася членом ЦК Компартії Киргизії. Депутат Верховної Ради Киргизької РСР 9-го і 10-го скликання.